# دورا بيفل
دورا بيفل (بالرومانية: Dora Pavel)‏ هي كاتِبة وشاعرة رومانية، ولدت في 29 يونيو 1946 في ديفا في رومانيا.